# La reina de las nieves (anime)
La reina de las nieves (Japonés: 雪の女王;  Hepburn: Yuki no Joō ~Za Sunō Kuīn?) es una serie de animación japonesa basada en el cuento homónimo escrito por Hans Christian Andersen. Fue dirigida por Osamu Dezaki y animada por TMS Entertainment. El primer episodio fue estrenado el 22 de mayo de 2005 en la cadena televisiva NHK.

## Reparto
- Tōru Nakamura - Narrador, Ragi
- Ayako Kawasumi- Gerda
- Rio Natsuki- Kay
- Mayo Suzukaze- Reina de las Nieves
- Tetsuo Gotō - Troll Rojo
- Takuma Suzuki- Troll Azul
- Akio Ōtsuka- Espíritu del Viento
- Masahiro Takashima- Carl (padre de Kay)
- Noriko Hidaka- Nina (madre de Kay)
- Masako Jō - Johanne (hermana de Kay)

- Junko Midori - Matilda (abuela de Gerda)

## Sinopsis
Gerda y Kay han sido vecinos y mejores amigos desde la niñez. Gerda cuenta con once años y Kay con doce. Eran niños felices que trabajaban y jugaban según debían. Pero todo eso cambió cuando el espejo de la Reina de las Nieves se rompió. Los fragmentos, que contenían maldad, se dispersaron por todo el mundo. Si uno de ellos entraba en tus ojos, tu corazón se volvería tan frío como el hielo. Un cristal entró dentro de uno de los ojos de Kay, y se volvió frío con aquellos a los que amaba. Una noche, la Reina de las Nieves vino a buscarle y se lo llevó en su carruaje a su castillo de cristal en el punto del mundo más al norte. Nadie en el pueblo de Kay y Gerda sabía adónde se fue el chico, por lo que creyeron que se ahogó en el fondo del lago congelado. Gerda no creía en estos rumores, porque soñaba haber visto a Kay subirse al carruaje. Cuando un borracho admite que también lo vio, Gerda empieza a darse cuenta de que tal vez no fuera del todo un sueño, así que empaca sus cosas y emprende un viaje para salvar a Kay y llevarle de vuelta a casa.

## Episodios
1. Geruda to Kai (ゲルダとカイ)
2. Ōrora no machi (オーロラの街)
3. Kyō no kake ra (鏡のかけら)
4. Tabidachi (旅立ち)
5. Hajimete no michi (はじめての道)
6. En dō mame to shōjo (えんどう豆と少女)
7. Warui ō-sama (悪い王様)
8. Hanazono no mahōtsukai (花園の魔法使い)
9. Bara no yōsei (バラの妖精)
10. Kurausu no yume (クラウスの夢)
11. Akai kutsu (赤い靴)
12. Kōun no nashinoki (幸運の梨の木)
13. Shiroi basha (白い馬車)
14. Michizure (道づれ)
15. Hansu no chōsen (ハンスの挑戦)
16. Ginyūshijin Ragi (吟遊詩人ラギ)
17. Ano onna wa rokudenashi (あの女はろくでなし)
18. Kōri no umi e (氷の海へ)
19. Matchi uri no shōjo (マッチ売りの少女)
20. Kai e no tegami (カイへの手紙)
21. Mittsu no kurumi (３つのくるみ)
22. Sākasu no kiseki (サーカスの奇跡)
23. Paradaisu no en (パラダイスの園)
24. Tsukiyo no ningyo-hime (月夜の人魚姫)
25. Ō-ke no kagi (王家の鍵)
26. Horugā densetsu (ホルガー伝説)
27. Dai hyōga no kiki (大氷河の危機)
28. Fushigi na karasu (不思議なカラス)
29. Sanzoku no musume (山賊の娘)
30. Sanzoku no okite (山賊の掟)
31. Sanzoku no kizuna (山賊の絆)
32. Kenja to kaze zukai (賢者と風使い)
33. Kōri no shiro (氷の城).
34. Ragi no fukkatsu (ラギの復活)
35. Semaru maō (迫る魔王)
36. Kokyō e (故郷へ)

## Música
- Tema de apertura / Opening:

"Diamante de nieve" por Akira Senju,Actuación de violín Mariko Senju
- Tema de cierre / Ending:

"Daisuki na kimi ni" ( "Hacia ti, querido mío") por Kazumasa Oda
Banda sonora compuesta por Akira Senju